# 罗斯玛丽·布朗
罗斯玛丽·布朗（英語：Rosemary Brown，1961年4月11日—），澳大利亚女子游泳运动员。她曾代表澳大利亚参加1978年英联邦运动会游泳比赛，获得二枚银牌和一枚铜牌。她也曾参加1980年夏季奥林匹克运动会。